# Crkva Presvete Bogorodice u Kairu
Crkva Presvete Bogorodice u Kairu je koptska crkva također poznata i kao Viseća crkva ("El Muallaqa"). Jedna je od najstarijih crkvi u Egiptu i u povijesti Crkve na ovim prostorima. Potječe iz 3. stoljeća. Najpoznatija je koptska crkva u Kairu. Jedno vrijeme bila je sjedište poglavara Koptske Crkve, zbog progonstva iz Aleksandrije.
Viseća crkva dobila je ime po svom položaju iznad vrata Babilonske tvrđave, rimske utvrde u Koptskom Kairu (Stari Kairo). Brdo na kojem se nalazi visi prema prolazu.
Do crkve se dolazi preko 29 stepenica. Površina tla porasla je za oko 6 metara od rimskog razdoblja, tako da se rimski toranj uglavnom nalazi ispod zemlje i smanjuje vizualni doživljaj, da je crkva na povišenom položaju.
Ulaz iz ulice je kroz željezna vrata pod prelomljenim kamenim lukom. Pročelje je obnovljeno u 19. stoljeću i ima dva zvonika. Usko dvorište ukrašeno je biblijskim motivima suvremene umjetnosti. Iza stepenica i kroz ulaz, dalje je i malo dvorište, koje vodi do vanjskog trijemu iz 11. stoljeća.
Sadrži 110 ikona, od kojih je nastarija iz 8. stoljeća.